# Маруф, Самир
Самир Маруф (швед. Samir Maarouf; род. 2 января 2001) — шведский футболист, полузащитник клуба «Хеккен», выступающий также за «Васалунд» на правах аренды.

## Клубная карьера
Начинал заниматься футболом в «Балльторпе» из Мёльндаля, куда его семья переехала, когда ему был год. В 12-летнем возрасте присоединился к ГАИС. Покинул клуб спустя три года, пополнив ряды юношеской команды «Хеккена».
19 ноября 2020 года подписал с клубом первый профессиональный контракт, рассчитанный на один год. Первую игру за главную команду провёл 21 февраля 2021 года в рамках группового этапа кубка Швеции с «Далькурдом», заменив на 78-й минуте Али Юссефа. По итогам турнира «Хеккен» добрался до финала. В решающей игре с «Хаммарбю», состоявшейся 30 мая, Маруф участия не принимал. Основное и дополнительное время встречи завершилось нулевой ничьей, а в серии послематчевых пенальти точнее оказался соперник.
12 июля 2021 года в гостевой встрече с «Кальмаром» дебютировал в чемпионате Швеции, появившись на поле в середине второго тайма. 22 августа провёл первый матч в еврокубках, приняв участие в матче второго квалификационного раунда Лиги конференций УЕФА против шотландского «Абердина».
28 августа 2021 года отправился в «Васалунд» на правах аренды до конца сезона. Впервые в его составе в Суперэттане сыграл 29 августа с ГАИС, появившись на поле после перерыва.

## Достижения
Хеккен:
- Финалист кубка Швеции: 2020/21

## Клубная статистика
| Выступление      | Выступление      | Выступление      | Лига | Лига | Кубки | Кубки | Конт. кубки | Конт. кубки | Итого | Итого |
| Клуб             | Лига             | Сезон            | Игры | Голы | Игры  | Голы  | Игры        | Голы        | Игры  | Голы  |
| ---------------- | ---------------- | ---------------- | ---- | ---- | ----- | ----- | ----------- | ----------- | ----- | ----- |
| Хеккен           | Алльсвенскан     | 2021             | 2    | 0    | 0     | 0     | 0           | 0           | 2     | 0     |
| Хеккен           | Итого            | Итого            | 2    | 0    | 3     | 0     | 2           | 0           | 7     | 0     |
| → Васалунд       | Суперэттан       | 2021             | 4    | 0    | 0     | 0     | 0           | 0           | 4     | 0     |
| → Васалунд       | Итого            | Итого            | 4    | 0    | 0     | 0     | 0           | 0           | 4     | 0     |
| Всего за карьеру | Всего за карьеру | Всего за карьеру | 6    | 0    | 3     | 0     | 2           | 0           | 11    | 0     |